# رومن گولوبرت
رومن گولوبرت (انگلیسی: Román Golobart؛ زادهٔ ۲۱ مارس ۱۹۹۲) بازیکن فوتبال اهل اسپانیا است.
از باشگاه‌هایی که در آن بازی کرده‌است می‌توان به باشگاه فوتبال اسپانیول، باشگاه فوتبال اینورنس کالدنیون تیسل، باشگاه فوتبال ترانمره راورز، باشگاه فوتبال ارتسگبیرگ آئو، باشگاه فوتبال الچه، باشگاه فوتبال ویگان اتلتیک، و باشگاه فوتبال کلن اشاره کرد.
وی همچنین در تیم ملی فوتبال زیر ۱۷ سال اسپانیا بازی کرده‌است.